# Championnat d'Afrique des nations masculin de handball 2016
Navigation
Algérie 2014 Gabon 2018
La vingt-et-unième édition du Championnat d'Afrique des nations masculin de handball - aussi appelée CAN - , se déroule du 21 au 30 janvier 2016 en Égypte. Ce championnat sert de qualification pour le championnat du monde 2017 et Jeux olympiques de 2016.
Organisée par la Confédération africaine de handball (CAHB), elle met aux prises les meilleures équipes nationales africaines masculines de handball.
L'Égypte accueille la compétition pour la cinquième fois après 1983, 1991, 2004 et 2010. Pour la première fois, la compétition n'est pas organisée en même temps que la CAN féminine.

## Nations qualifiées
| Nations  | Part. | Qualifications précédentes*                                                                                                  |
| -------- | ----- | --- |
| Algérie  | 20    | 1976, 1979, 1981, 1983, 1985, 1987, 1989, 1991, 1992, 1994, 1996, 1998, 2000, 2002, 2004, 2006, 2008, 2010, 2012, 2014       |
| Angola   | 13    | 1981, 1983, 1985, 1987, 1989, 1998, 2002, 2004, 2006, 2008, 2010, 2012, 2014                                                 |
| Cameroun | 12    | 1974, 1976, 1979, 1996, 1998, 2002, 2004, 2006, 2008, 2010, 2012, 2014                                                       |
| Congo    | 17    | 1979, 1981, 1983, 1985, 1987, 1989, 1991, 1994, 1996, 1998, 2002, 2004, 2006, 2010, 2012, 2014                               |
| RD Congo | 9     | 1992, 2000, 2002, 2004, 2006, 2008, 2010, 2012, 2014                                                                         |
| Égypte   | 19    | 1979, 1981, 1983, 1985, 1987, 1989, 1991, 1992, 1994, 1996, 1998, 2000, 2002, 2004, 2006, 2008, 2010, 2012, 2014             |
| Gabon    | 6     | 2000, 2002, 2006, 2010, 2012, 2014                                                                                           |
| Kenya    | 1     | 2004 |
| Libye    | 3     | 2004, 2010, 2014 |
| Maroc    | 16    | 1987, 1989, 1991, 1992, 1994, 1996, 1998, 2000, 2002, 2004, 2006, 2008, 2010, 2012, 2014                                     |
| Nigeria  | 9     | 1979, 1981, 1996, 1998, 2002, 2006, 2008, 2010, 2014                                                                         |
| Tunisie  | 21    | 1974, 1976, 1979, 1981, 1983, 1985, 1987, 1989, 1991, 1992, 1994, 1996, 1998, 2000, 2002, 2004, 2006, 2008, 2010, 2012, 2014 |

*En gras est indiqué le champion de l'édition et en italique le pays hôte.

## Lieu de compétition
Tous les matchs ont eu lieu au Caire dans la Cairo Stadium Indoor Halls Complex (en).

## Tour préliminaire

### Groupe A
|   | Équipe   | Pts | J | G | N | P | Bp  | Bc  | Diff |
| - | -------- | --- | - | - | - | - | --- | --- | ---- |
| 1 | Égypte   | 10  | 5 | 5 | 0 | 0 | 148 | 87  | 61   |
| 2 | Algérie  | 8   | 5 | 4 | 0 | 1 | 145 | 118 | 27   |
| 3 | Maroc    | 6   | 5 | 3 | 0 | 2 | 115 | 125 | -10  |
| 4 | Cameroun | 4   | 5 | 2 | 0 | 3 | 120 | 128 | -8   |
| 5 | Nigeria  | 2   | 5 | 1 | 0 | 4 | 110 | 144 | -34  |
| 6 | Gabon    | 0   | 5 | 0 | 0 | 5 | 115 | 151 | -36  |

### Groupe B
|   | Équipe   | Pts | J | G | N | P | Bp  | Bc  | Diff |
| - | -------- | --- | - | - | - | - | --- | --- | ---- |
| 1 | Tunisie  | 10  | 5 | 5 | 0 | 0 | 187 | 96  | 91   |
| 2 | Angola   | 8   | 5 | 4 | 0 | 1 | 148 | 104 | 44   |
| 3 | RD Congo | 6   | 5 | 3 | 0 | 2 | 131 | 143 | -12  |
| 4 | Congo    | 3*  | 5 | 1 | 1 | 3 | 130 | 142 | -12  |
| 5 | Libye    | 3*  | 5 | 1 | 1 | 3 | 103 | 122 | -19  |
| 6 | Kenya    | 0   | 5 | 0 | 0 | 5 | 102 | 194 | -92  |

Le Congo et la Libye ayant fait match nul 21-21, les équipes sont départagés selon la différence de buts générale.

## Phase finale
|  | Quarts de finale | Quarts de finale |                 |                 | Demi-finales           | Demi-finales           |    |  | Finale          | Finale          |
|  | Quarts de finale | Quarts de finale |                 |                 | Demi-finales           | Demi-finales           |    |  | Finale          | Finale          |
|  |                  |                  |                 |                 |                        |                        |    |  |                 |                 |
|  | 27 janvier 2016  | 27 janvier 2016  |                 |                 | 29 janvier 2016        | 29 janvier 2016        |    |  | 30 janvier 2016 | 30 janvier 2016 |
|  | 27 janvier 2016  | 27 janvier 2016  |                 |                 | 29 janvier 2016        | 29 janvier 2016        |    |  | 30 janvier 2016 | 30 janvier 2016 |
|  | Égypte           | 39               |                 |                 | 29 janvier 2016        | 29 janvier 2016        |    |  | 30 janvier 2016 | 30 janvier 2016 |
|  | Égypte           | 39               |                 |                 | 29 janvier 2016        | 29 janvier 2016        |    |  | 30 janvier 2016 | 30 janvier 2016 |
|  | Congo            | 18               |                 |                 | 29 janvier 2016        | 29 janvier 2016        |    |  | 30 janvier 2016 | 30 janvier 2016 |
|  | Congo            | 18               | Égypte          | 25              |                        |                        |    |  | 30 janvier 2016 | 30 janvier 2016 |
|  | 27 janvier 2016  |                  | Égypte          | 25              |                        |                        |    |  | 30 janvier 2016 | 30 janvier 2016 |
|  |                  | Angola           | 15              |                 |                        |                        |    |  | 30 janvier 2016 | 30 janvier 2016 |
|  | Angola           | Angola           | 15              | 22              |                        |                        |    |  | 30 janvier 2016 | 30 janvier 2016 |
|  | Angola           |                  |                 | 22              |                        |                        |    |  | 30 janvier 2016 | 30 janvier 2016 |
|  | Maroc            | 21               |                 |                 |                        |                        |    |  | 30 janvier 2016 | 30 janvier 2016 |
|  | Maroc            | 21               | Égypte          | 21              |                        |                        |    |  |                 |                 |
|  | 27 janvier 2016  |                  | Égypte          | 21              |                        |                        |    |  |                 |                 |
|  |                  | Tunisie          | 19              |                 |                        |                        |    |  |                 |                 |
|  | Algérie          | Tunisie          | 19              | 34              |                        |                        |    |  |                 |                 |
|  | Algérie          | 29 janvier 2016  |                 | 34              |                        |                        |    |  |                 |                 |
|  | RD Congo         | 25               |                 |                 |                        |                        |    |  |                 |                 |
|  | RD Congo         | 25               | Algérie         | 18              |                        |                        |    |  |                 |                 |
|  | 27 janvier 2016  | 27 janvier 2016  | Algérie         | 18              | Match pour la 3e place | Match pour la 3e place |    |  |                 |                 |
|  | 27 janvier 2016  | 27 janvier 2016  |                 | Tunisie         | Match pour la 3e place | Match pour la 3e place | 27 |  |                 |                 |
|  | Tunisie          | 24               | 30 janvier 2016 | 30 janvier 2016 |                        |                        | 27 |  |                 |                 |
|  | Tunisie          | 24               | 30 janvier 2016 | 30 janvier 2016 |                        |                        |    |  |                 |                 |
|  | Cameroun         | 20               |                 | Angola          | 24                     |                        |    |  |                 |                 |
|  | Cameroun         | 20               |                 | Angola          | 24                     |                        |    |  |                 |                 |
|  |                  |                  |                 |                 |                        |                        |    |  | Algérie         | 19              |
|  |                  |                  |                 |                 |                        |                        |    |  | Algérie         | 19              |

## Classement final
| Rang                        | Équipe   | M | V | N | D |
| --------------------------- | -------- | - | - | - | - |
| Médaille d'or, Afrique      | Égypte   | 8 | 8 | 0 | 0 |
| Médaille d'argent, Afrique  | Tunisie  | 8 | 7 | 0 | 1 |
| Médaille de bronze, Afrique | Angola   | 8 | 6 | 0 | 2 |
| 4                           | Algérie  | 8 | 5 | 0 | 3 |
| 5                           | Maroc    | 6 | 3 | 0 | 3 |
| 6                           | RD Congo | 6 | 3 | 0 | 3 |
| 7                           | Cameroun | 6 | 2 | 0 | 4 |
| 8                           | Congo    | 6 | 1 | 1 | 4 |
| 9                           | Libye    | 5 | 1 | 1 | 3 |
| 10                          | Nigeria  | 5 | 1 | 0 | 4 |
| 11                          | Gabon    | 5 | 0 | 0 | 5 |
| 12                          | Kenya    | 5 | 0 | 0 | 5 |

### Podium final
|                            | Égypte                      |
|                            | Médaille d'or, Afrique      |
| Tunisie                    |                             |
| Médaille d'argent, Afrique | Angola                      |
| Médaille d'argent, Afrique | Médaille de bronze, Afrique |

## Statistiques et récompenses
L’équipe type désignée par la Confédération africaine de handball est la suivante, :
- Meilleur joueur :  Ahmed El-Ahmar
- Meilleur gardien :  Majed Hamza
- Meilleur ailier droit :  Redouane Saker
- Meilleur arrière droit :  Ahmed El-Ahmar
- Meilleur demi-centre :  Sobhi Saïed
- Meilleur arrière gauche :  Edvaldo Ferreira
- Meilleur ailier gauche :  Hossam Khedr
- Meilleur pivot :  Mohamed Mamdouh